# Brandon Soo Hoo

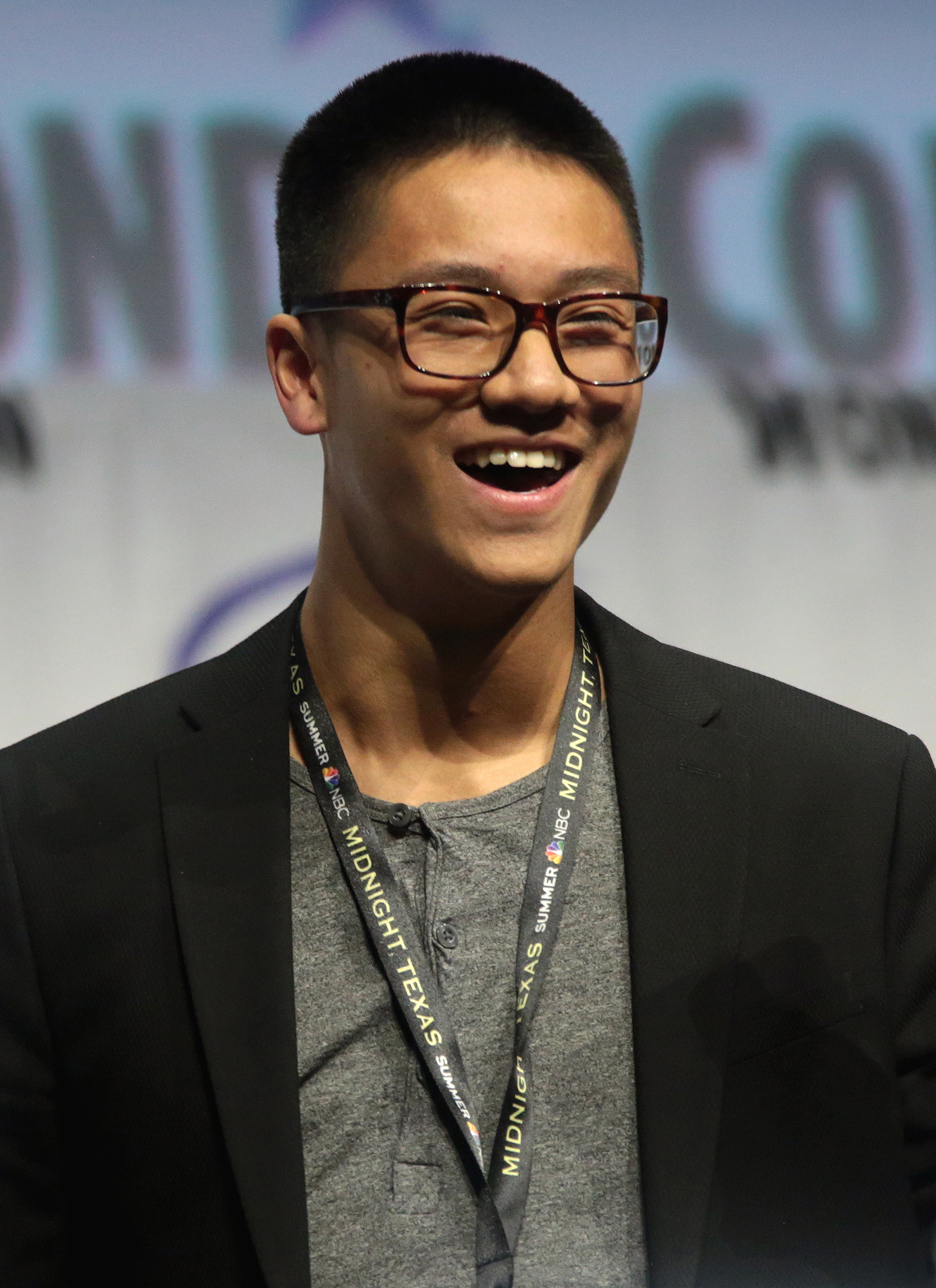
Brandon Soo Hoo auf der WonderCon 2017

Brandon Soo Hoo (* 2. November 1995 in Pasadena, Kalifornien) ist ein US-amerikanischer Schauspieler und Synchronsprecher chinesischer Abstammung.

## Leben
Brandon Soo Hoo wurde am 2. November 1995 in Pasadena, Kalifornien geboren. Er ist chinesischer Abstammung und spricht Mandarin und Kantonesisch. Brandon begann seine Schauspielkarriere im Jahr 2006 im Alter von zehn Jahren, als er im Fernsehen Werbung für Toys "R" Us, Land Rover und ExxonMobil machte. Im darauffolgenden Jahr hatte er eine Nebenrolle in der Sesamstraße. Im selben Jahr gab er sein Spielfilmdebüt in Ben Stillers Tropic Thunder, in dem er die Rolle des Anführers der Flaming-Dragon-Bande Tran darstellte. Für diese Rolle erhielt er 2009 den Young Artist Award als Bester Nebendarsteller in einem Spielfilm. 
2009 spielte er den jungen Storm Shadow im Actionfilm G.I. Joe – Geheimauftrag Cobra und wurde erneut für einen Young Artist Award nominiert. Es folgten Gastauftritte in My Name is Earl, Ehe ist…, Community und Workaholics. 2010 wurde er für die Rolle des Mike Oh in dem Nickelodeon-Pilot Everyday Kid gecastet, die jedoch nicht in Serie ging. Seit 2011 ist er in der Nickelodeon-Fernsehserie Supah Ninjas zu sehen. In der Romanverfilmung von Das große Spiel wird er 2013 neben Harrison Ford und Abigail Breslin als Fly Molo zu sehen sein. Außerdem wurde im Juni 2012 bekannt, dass Soo Hoo eine Hauptrolle in Nick Cannons Comedyserie Incredible Crew ergattert hat, die von Dezember 2012 bis April 2013 auf Cartoon Network ausgestrahlt wurde. 
Seit März 2014 ist er in der Rolle des Scott Fuller in der von Robert Rodriguez entwickelten Serie From Dusk Till Dawn: The Series zu sehen, die auf dem gleichnamigen Spielfilm aus dem Jahr 1996 basiert.
Soo Hoo lernt seit 2007 Tae Kwon Do und hält einen schwarzen Gürtel. Außerdem trainiert er Wing Chun Kung Fu.

## Filmografie (Auswahl)
- 2007: Sesamstraße (Fernsehserie, Episode 38x26)
- 2008: Tropic Thunder
- 2008: My Name Is Earl (Fernsehserie, Episode 4x03)
- 2009: G.I. Joe – Geheimauftrag Cobra (G.I. Joe: The Rise of Cobra)
- 2009: Ehe ist… (’Til Death, Fernsehserie, Episode 4x06)
- 2010: Community (Fernsehserie, Episode 1x16)
- 2011: Workaholics (Fernsehserie, Episode 1x01)
- 2011–2013: Supah Ninjas (Fernsehserie)
- 2012–2013: Incredible Crew (Fernsehserie, 13 Episoden)
- 2013: Ender’s Game – Das große Spiel (Ender’s Game)
- 2013: Instant Mom (Fernsehserie, Episode 1x06)
- 2014–2016: From Dusk Till Dawn: The Series (Fernsehserie)
- 2016: Justice League vs. Teen Titans (Sprechrolle als Beast Boy)
- 2021: Music
- seit 2023: Mech Cadet
- 2025: Forge

## Auszeichnungen und Nominierungen
Young Artist Award
- 2009: Auszeichnung als Bester Nebendarsteller in einem Spielfilm für Tropic Thunder
- 2010: Nominierung für Bester Nebendarsteller in einem Spielfilm für G.I. Joe – Geheimauftrag Cobra
- 2011: Nominierung für Bester Gastdarsteller in einer Fernsehserie – zwischen 14 und 17 Jahren für Community
- 2012: Nominierung für Bester wiederkehrende Schauspieler in einer Fernsehserie für Supah Ninjas
- 2012: Nominierung für Bester Gastdarsteller in einer Fernsehserie – zwischen 14 und 17 Jahren für Workaholics